# Ravy Tsouka
Ravy Dieuleriche Pascal Tsouka Dozi (Blois, 23 dicembre 1994) è un calciatore francese naturalizzato congolese (Repubblica del Congo), difensore dell'UTA Arad e della nazionale congolese.

## Caratteristiche tecniche
È un terzino destro.

## Carriera

### Nazionale
Nato in Francia da genitori di origine congolese, nel 2019 ha risposto alla convocazione della Rep. del Congo. Ha esordito il 10 ottobre dello stesso anno disputando l'amichevole pareggiata 1-1 contro la Thailandia.

## Statistiche

### Cronologia presenze e reti in nazionale
| Cronologia completa delle presenze e delle reti in nazionale ― Rep. del Congo | Cronologia completa delle presenze e delle reti in nazionale ― Rep. del Congo | Cronologia completa delle presenze e delle reti in nazionale ― Rep. del Congo | Cronologia completa delle presenze e delle reti in nazionale ― Rep. del Congo | Cronologia completa delle presenze e delle reti in nazionale ― Rep. del Congo | Cronologia completa delle presenze e delle reti in nazionale ― Rep. del Congo | Cronologia completa delle presenze e delle reti in nazionale ― Rep. del Congo | Cronologia completa delle presenze e delle reti in nazionale ― Rep. del Congo |
| Data                                                                          | Città                                                                         | In casa                                                                       | Risultato                                                                     | Ospiti                                                                        | Competizione                                                                  | Reti                                                                          | Note                                                                          |
| ----------------------------------------------------------------------------- | ----------------------------------------------------------------------------- | ----------------------------------------------------------------------------- | ----------------------------------------------------------------------------- | ----------------------------------------------------------------------------- | ----------------------------------------------------------------------------- | ----------------------------------------------------------------------------- | ----------------------------------------------------------------------------- |
| 10-10-2019                                                                    | Thanyaburi                                                                    | Thailandia                                                                    | 1 – 1                                                                         | Rep. del Congo                                                                | Amichevole                                                                    | -                                                                             |                                                                               |
| 13-11-2019                                                                    | Thiès                                                                         | Senegal                                                                       | 2 – 0                                                                         | Rep. del Congo                                                                | Qual. Coppa d'Africa 2021                                                     | -                                                                             |                                                                               |
| 17-11-2019                                                                    | Brazzaville                                                                   | Rep. del Congo                                                                | 3 – 0                                                                         | Guinea-Bissau                                                                 | Qual. Coppa d'Africa 2021                                                     | -                                                                             |                                                                               |
| 9-10-2020                                                                     | Parchal                                                                       | Gambia                                                                        | 1 – 0                                                                         | Rep. del Congo                                                                | Amichevole                                                                    | -                                                                             |                                                                               |
| 12-11-2020                                                                    | Brazzaville                                                                   | Rep. del Congo                                                                | 2 – 0                                                                         | eSwatini                                                                      | Qual. Coppa d'Africa 2021                                                     | -                                                                             |                                                                               |
| 16-11-2020                                                                    | Manzini                                                                       | eSwatini                                                                      | 0 – 0                                                                         | Rep. del Congo                                                                | Qual. Coppa d'Africa 2021                                                     | -                                                                             |                                                                               |
| 26-3-2021                                                                     | Brazzaville                                                                   | Rep. del Congo                                                                | 0 – 0                                                                         | Senegal                                                                       | Qual. Coppa d'Africa 2021                                                     | -                                                                             | 46’                                                                           |
| 30-3-2021                                                                     | Bissau                                                                        | Guinea-Bissau                                                                 | 3 – 0                                                                         | Rep. del Congo                                                                | Qual. Coppa d'Africa 2021                                                     | -                                                                             |                                                                               |
| 9-6-2021                                                                      | Manavgat                                                                      | Niger                                                                         | 0 – 1                                                                         | Rep. del Congo                                                                | Amichevole                                                                    | -                                                                             | 71’                                                                           |
| 2-9-2021                                                                      | Johannesburg                                                                  | Namibia                                                                       | 1 – 1                                                                         | Rep. del Congo                                                                | Qual. Mondiali 2022                                                           | -                                                                             | 67’                                                                           |
| 7-9-2021                                                                      | Brazzaville                                                                   | Rep. del Congo                                                                | 1 – 3                                                                         | Senegal                                                                       | Qual. Mondiali 2022                                                           | -                                                                             |                                                                               |
| 9-10-2021                                                                     | Lomé                                                                          | Togo                                                                          | 1 – 1                                                                         | Rep. del Congo                                                                | Qual. Mondiali 2022                                                           | -                                                                             | 62’                                                                           |
| 11-11-2021                                                                    | Brazzaville                                                                   | Rep. del Congo                                                                | 1 – 1                                                                         | Namibia                                                                       | Qual. Mondiali 2022                                                           | -                                                                             | 54’                                                                           |
| 14-11-2021                                                                    | Thiès                                                                         | Senegal                                                                       | 2 – 0                                                                         | Rep. del Congo                                                                | Qual. Mondiali 2022                                                           | -                                                                             | 71’                                                                           |
| 4-6-2022                                                                      | Bamako                                                                        | Mali                                                                          | 4 – 0                                                                         | Rep. del Congo                                                                | Qual. Coppa d'Africa 2023                                                     | -                                                                             |                                                                               |
| 8-6-2022                                                                      | Brazzaville                                                                   | Rep. del Congo                                                                | 1 – 0                                                                         | Gambia                                                                        | Qual. Coppa d'Africa 2023                                                     | -                                                                             |                                                                               |
| 24-9-2022                                                                     | Mohammedia                                                                    | Rep. del Congo                                                                | 3 – 3                                                                         | Madagascar                                                                    | Amichevole                                                                    | -                                                                             |                                                                               |
| 27-9-2022                                                                     | Mohammédia                                                                    | Rep. del Congo                                                                | 0 – 2                                                                         | Mauritania                                                                    | Amichevole                                                                    | -                                                                             | 72’ 84’                                                                       |
| 25-3-2024                                                                     | Chambly                                                                       | Gabon                                                                         | 1 – 1                                                                         | Rep. del Congo                                                                | Amichevole                                                                    | -                                                                             |                                                                               |
| 11-6-2024                                                                     | Agadir                                                                        | Marocco                                                                       | 6 – 0                                                                         | Rep. del Congo                                                                | Qual. Mondiali 2026                                                           | -                                                                             | 29’ 66’                                                                       |
| Totale                                                                        |                                                                               | Presenze                                                                      | 20                                                                            |                                                                               | Reti                                                                          | 0                                                                             |                                                                               |